# Semifissispora
Semifissispora — рід грибів. Назва вперше опублікована 1982 року.

## Класифікація
Згідно з базою MycoBank до роду Semifissispora відносять 5 офіційно визнаних видів:
- Semifissispora elongata
- Semifissispora fusiformis
- Semifissispora natalis
- Semifissispora rotundata
- Semifissispora tooloomensis